# Hänsch-Arena
Die Hänsch-Arena ist ein Fußballstadion in der niedersächsischen Stadt Meppen im Landkreis Emsland. Es wird vom Fußballverein SV Meppen genutzt und bietet aktuell 13.241 Zuschauern Platz.

## Geschichte
1924 entstand an der Lathener Straße im Norden der Stadt der Meppener Sportplatz. Drei Jahre später, am 80. Geburtstag des Reichspräsidenten Paul von Hindenburg, folgte die Umbenennung in Hindenburgstadion. Schon zu dieser Zeit trug der SV Meppen hier seine Ligaspiele aus. Seit 1962 gibt es eine überdachte Tribüne. Die alte Westtribüne wurde erneuert, überdacht und mit Umkleidekabinen versehen. Sieben Jahre später folgten Flutlichtmasten, diese mussten wegen Verfalls in den 1970er Jahren wieder abgebaut werden. Schließlich wurden 1985 an der Südseite des Stadions in einem Gebäudekomplex eine neue Geschäftsstelle, neue Umkleidekabinen sowie eine Gaststätte errichtet.
1992 wurde das Stadion in Anlehnung an den heimatlichen Landkreis in Emslandstadion umbenannt. 1993 gab es dann die letzte große Veränderung. Aufgrund von Auflagen des DFB musste die Spielfläche vergrößert werden. Im gleichen Jahr entstand die Haupttribüne an der Ostseite (auch „Neue Tribüne“ genannt), die 3100 Sitz- und 1400 Stehplätze beherbergt. Aus dem Leichtathletikstadion wurde ein reines Fußballstadion. Die Laufbahn wurde entsprechend entfernt. Im Bereich der Nordkurve (Gästebereich) war dies noch lange spürbar, denn dort standen die Zuschauer, im Gegensatz zum Rest des Areals, recht weit vom Geschehen auf dem Platz entfernt. Im Jahr 1996 wurde eine neue Flutlichtanlage errichtet.
Die erfolgreichste Zeit erlebte das Meppener Emslandstadion in den Jahren 1987 bis 1998, als der Verein hier seine Spiele in der 2. Bundesliga austrug. Es folgte jedoch der Abstieg in die Regional- und in die Oberliga. Seit 2011 tragen auch die Frauen des SV Meppen ihre Heimspiele in der Bundesliga im Meppener Stadion aus.
Im November 2005 wurde für fünf Jahre die Vivaris GmbH Namensgeber und das Stadion hieß seitdem Vivaris Arena Emsland. Von 2011 bis 2013 trug das Stadion den Namen MEP-Arena, nach dem Sponsor Meppener-Einkaufs-Passage. Seit Januar 2014 ist das Herzlaker Unternehmen Hänsch Holding Namenssponsor des Stadions. Im Oktober 2019 einigten sich der SV Meppen und die Hänsch Holding GmbH vorzeitig auf die Verlängerung der Vereinbarung bis in das Jahr 2024. Mit dem alten Vertrag zahlte der Sponsor per anno 100.000 Euro. Über die Höhe der jährlichen Zahlungen mit dem neuen Vertrag machten beide Seiten keine Angaben.
Nach dem Aufstieg in die 3. Liga zur Saison 2017/18 wurde im Rahmen einer Stadionbegehung festgestellt, dass eine Reihe von Maßnahmen am Stadion durchzuführen ist, um die Lizenz zu erhalten. Rund zwei Millionen Euro sollten investiert werden, um Sitzschalen anstelle von Sitzbänken sowie eine Flutlichtanlage zu installieren, eine Blocktrennung vorzunehmen und diversen Sicherheitsaspekten gerecht zu werden. Zudem wurde die Nordkurve erneuert, die sich nun deutlich näher am Spielfeld befindet. Nachdem der SV Meppen die erste Saison in der höheren Spielklasse mit 58 Punkten auf dem siebten Platz beendet hatte, wurde zusätzlich eine Rasenheizung installiert. Insgesamt investierten die Stadt Meppen und der Landkreis Emsland mehr als vier Millionen Euro in das Stadion.
Im Winter 2021/22 wurde hinter den Stehplätzen der Südtribüne ein VIP-Tower in Form eines Containergebäudes errichtet, wodurch sich über eine komplette Saison Zusatzeinnahmen in Höhe von ca. 450.000 Euro ergeben. Die Kosten von rund 100.000 Euro übernahm die Stadt Meppen.

## Daten
- Flutlichtanlage (750 Lux)
- Anzeigetafel im Süden mit 6 × 4 Metern
- Fassungsvermögen:[1] 13.241 Zuschauer, davon
  - 4.164 überdachte Sitzplätze
  - 176 unüberdachte Sitzplätze
  - 1.434 überdachte Stehplätze
  - 7.897 unüberdachte Stehplätze
  - 25 Rollstuhlplätze

## Die größten Zuschauerzahlen
- 1973: SV Meppen – Ajax Amsterdam (17.500 Zuschauer, ausverkauft, Freundschaftsspiel)
- 1982: SV Meppen – FC Barcelona (18.000 Zuschauer, ausverkauft/Zuschauerrekord, Freundschaftsspiel)
- 1989: SV Meppen – FC Schalke 04 (15.000 Zuschauer, 2. Bundesliga)
- 1991: SV Meppen – Hannover 96 (15.000 Zuschauer, 2. Bundesliga)
- 1991: SV Meppen – VfL Osnabrück (15.111 Zuschauer, ausverkauft, 2. Bundesliga)
- 1992: SV Meppen – FC Bayern München (15.111 Zuschauer, ausverkauft, Freundschaftsspiel)
- 1994: SV Meppen – VfL Bochum (15.600 Zuschauer, ausverkauft, 2. Bundesliga)
- 1994: SV Meppen – TSV 1860 München (15.600 Zuschauer, ausverkauft, 2. Bundesliga)
- 1995: SV Meppen – SV Waldhof Mannheim (15.000 Zuschauer, 2. Bundesliga)
- 1995: SV Meppen – Fortuna Düsseldorf (15.600 Zuschauer, ausverkauft, 2. Bundesliga)
- 1996: SV Meppen – 1. FC Kaiserslautern (16.500 Zuschauer, ausverkauft, 2. Bundesliga)
- 1999: SV Meppen – FC Bayern München (16.500 Zuschauer, ausverkauft, DFB-Pokal)
- 2002: FC Schalke 04 – Bayer 04 Leverkusen (12.500 Zuschauer, DFB-Ligapokal)
- 2012: SV Meppen – Borussia Dortmund (10.558 Zuschauer, Freundschaftsspiel)
- 2015: SV Meppen – VfL Osnabrück (10.766 Zuschauer, NFV-Pokal)
- 2015: SV Meppen – 1. FC Köln (13.815 Zuschauer, ausverkauft, DFB-Pokal)
- 2017: SV Meppen – SV Waldhof Mannheim 07 (13.815 Zuschauer, ausverkauft, Relegationsspiel um den Aufstieg in die 3. Liga)
- 2017: SV Meppen – VfL Osnabrück (13.286 Zuschauer, ausverkauft, 3. Liga)
- 2018: SV Meppen – VfL Osnabrück (12.500 Zuschauer, ausverkauft, 3. Liga)
- 2024: SV Meppen – Hamburger SV (12.959 Zuschauer, ausverkauft, DFB-Pokal)[7]